# Quintanilla de Onsoña
Quintanilla de Onsoña là một đô thị trong tỉnh Palencia, Castile và León, Tây Ban Nha. Theo điều tra dân số 2013 (INE), đô thị này có dân số là 201 người.

## Kinh tế
Nông nghiệp, du lịch và công nghiệp.